# خربة زلفة
خربة زلفة هي قرية فلسطينية صغيرة تقع على بعد حوالي 15 كيلومترا (9.3 ميل) إلى الشمال الغربي من مدينة طولكرم، التي أخليت من سكانها خلال حرب فلسطين عام  1948. تم القبض عليه من قبل قوات الاستيطان في 15 أبريل 1948 كجزء من عملية تطهير الساحلية.
كانت القرية تقوم على تل صغير قليل الارتفاع وسط سهل فسيح وكانت طرق فرعية تصلها بالقرى المجاورة فضلا عن قرية عتيل، وكان سكان خربة زلفة أتو أصلا من عتيل لحراثة أراضي القرية ثم استوطنوا بالتدريج نظرا إلى قربها من مزارعهم. في أواخر القرن التاسع عشر وصفت خربة زلفة بأنها مزرعة صغيرة تحف بضعة ينابيع بها من جهة الجنوب. ويتوسط القرية مجموعة من المنازل لكن كان ثمة كثير من المنازل الأخرى مبعثرا في أنحاء الأراضي الزراعية. كانت الزراعة في خربة زلفا تعتمد على البطيخ والخضروات والحبوب والزيتون. في 1944 \ 1945, كان ما مجموعه 38 دونماً للحبوب و6 دونمات مروية أو مستخدمة للبساتين.

## احتلال القرية وتطهيرها عرقيًا
اعتبرت قيادة الهاغاناه المنطقة الساحلية الممتدة شمال تل أبيب (قلب الدولة اليهودية الناشئة) وقررت أن تضمن سلامتها قبل 15 أيار \ مايو 1948 بترحيل سكان هذه المنطقة العرب عنها. في أوائل نيسان \ أبريل صدرت سلسلة من الأوامر القاضية بإخلاء القرى من السكان الذين بقوا فيها وكان ممثلو الهاغاناه في أواسط نيسان \ أبريل إلى اتفاق مع سكان خربة زلفة يقضي بان تصون المستعمرات الصهيونية في المنطقة ممتلكاتهم إذا رحلوا وتسمح لهم بالعودة إلى منازلهم بعد الحرب. ويذكر المؤرخ الإسرائيلي بني موريس أنهم (ربما حملوا على الترحيل جراء الضغط) ومع نهاية ذلك الشهر، وفي أوائل أيار\ مايو، كانت منازل القرية (فضلا عن منازل بضع قرى أخرى) تدمر تدميرا منظماً على يد الهاغاناه، يؤازرها على ذلك سكان المنطقة الصهيونية.

## القرية اليوم
سويت القرية بالأرض، وباتت بساتين الحمضيات الإسرائيلية تغطي الموقع الأصلي والأراضي المحيطة به.